# Heteroconis varia
Heteroconis varia är en insektsart som beskrevs av Günther Enderlein 1906. Heteroconis varia ingår i släktet Heteroconis och familjen vaxsländor. Inga underarter finns listade i Catalogue of Life.